# Альбрехт III фон Мансфельд
Альбрехт III фон Мансфельд (нем. Albrecht VII., Graf von Mansfeld; 18 июня 1480, Лейпциг — 4 марта 1560, Лойтенбург) — один из первых немецких дворян, примкнувших к реформации.
При окончательном оформлении Шмалькальденского союза в 1531 году и в 1535 году в него вошли протестантские князья и города. Только графы Мансфельд и фон Грубенхаген были представителями дворян. Подвергнутый опале во время Шмалькальденской войны, он двинулся к Бремену, у ворот которого нанёс сильное поражение при Дракенбурге имперскому войску под начальством Эриха Брауншвейгского (1547). Позже он отличился при защите Магдебурга; после Нассауского договора ему возвратили его имения.